# شخصیت دارای شایستگی فرهنگی
شخصیت دارای شایستگی فرهنگی (به انگلیسی: Person of Cultural Merit) یک نشان و افتخار رسمی ژاپن است که سالانه به افرادی که کمک‌های فرهنگی برجسته‌ای انجام داده‌اند، اعطا می‌شود. این نشان به عنوان بخشی از اقدامات حمایتی برای ارتقا فعالیت‌های خلاقانه در ژاپن در نظر گرفته شده‌است. تا سال ۱۹۹۹، ۵۷۶ نفر به عنوان افراد دارای افتخار فرهنگ انتخاب شده بودند.